# Manettia evenia
Manettia evenia é uma espécie de dicotiledónea pertencente à família Rubiaceae, descrita em 1929.